# Errötendes Mädchen
Errötendes Mädchen, auch Errötende Jungfrau, ist eine traditionelle Schleswig-Holsteiner Süßspeise aus Buttermilch und Preiselbeeren. Sie ist auch in anderen Regionen Norddeutschlands bekannt. 
Zur Zubereitung wird Buttermilch mit Zitronensaft und geriebener Zitronenschale sowie Preiselbeeren oder Preiselbeermarmelade verrührt. Dann wird eingeweichte (rote) Gelatine bei mäßiger Hitze in etwas Zitronensaft aufgelöst und unter die Masse gehoben. Schließlich wird sie einige Stunden gut gekühlt, bis sie steif geworden ist. Serviert wird Errötendes Mädchen mit Schlagsahnehäubchen und Zitronenzesten oder es wird dazu flüssige Sahne oder Vanillesauce gereicht.
Je nach Rezept werden auch Vanillezucker, geriebene Mandeln und Zucker hinzugegeben. Als Varianten werden Blutorangensaft oder pürierte Himbeeren verwendet.
Das Dessert ist nicht zu verwechseln mit „Mädchenröte“, einer ebenfalls aus der Schleswig-Holsteiner Küche stammenden Süßspeise mit Johannisbeeren, und auch nicht mit deren Variante aus der Region Dithmarschen (mit wahlweise Johannisbeeren oder Himbeeren), die gleichfalls als „Errötende Jungfrau“ bezeichnet wird.